# Cantón de Mazières-en-Gâtine
El cantón de Mazières-en-Gâtine era una división administrativa francesa, que estaba situada en el departamento de Deux-Sèvres y la región de Poitou-Charentes.

## Composición
El cantón estaba formado por doce comunas:
- Beaulieu-sous-Parthenay
- Clavé
- La Boissière-en-Gâtine
- Les Groseillers
- Mazières-en-Gâtine
- Saint-Georges-de-Noisné
- Saint-Lin
- Saint-Marc-la-Lande
- Saint-Pardoux
- Soutiers
- Verruyes
- Vouhé

## Supresión del cantón de Mazières-en-Gâtine
En aplicación del Decreto n.º 2014-176 de 18 de febrero de 2014, el cantón de Mazières-en-Gâtine fue suprimido el 22 de marzo de 2015 y sus 12 comunas pasaron a formar parte del nuevo cantón de La Gâtine.